# ديمي لوفاتو: ابقوا أقوياء
ديمي لوفاتو: ابقوا أقوياء، هو فيلم وثائقي لعام 2012 عن المغنية الأمريكية ديمي لوفاتو، والذي تتبع تعافيها بعد مغادرتها لإعادة التأهيل وعودتها إلى صناعة الموسيقى بعد أن أُلغيت جولتها مع جوناس براذرز، مما وضع حياتها المهنية على فجوة من أجل الحصول على العلاج. أدت لأول مرة في 6 مارس 2012 على قناة إم تي في وهي شبكة تلفزيونة أمريكية، مقرها في مدينة نيويورك. يصور الفيلم الوثائقي انعكاسًا لطريقها إلى الشفاء، حيث عالجت العديد من مشكلاتها العاطفية والجسدية، واحتفلت بعيد الشكر مع عائلتها في عام 2011 وعادت لأول مرة إلى مرفق العلاج الذي تراجعت إليه في عام 2010.
بعد عدّة سنوات في فيلمها الوثائقي على يوتيوب عن حياتها الخاصة وحياتها المهنية، ديمي لوفاتو: ببساطة معقد (2017)، اعترفت لوفاتو بأنها كانت غير صادقة بشأن نتائج علاجها الأولى في ديمي لوفاتو: ابقوا أقوياء، وكشفت أيضاً أنها كانت في الواقع تحت تأثير الكوكايين أثناء مقابلتها حول رزانة الفيلم الوثائقي.

## الخلفية والإنتاج

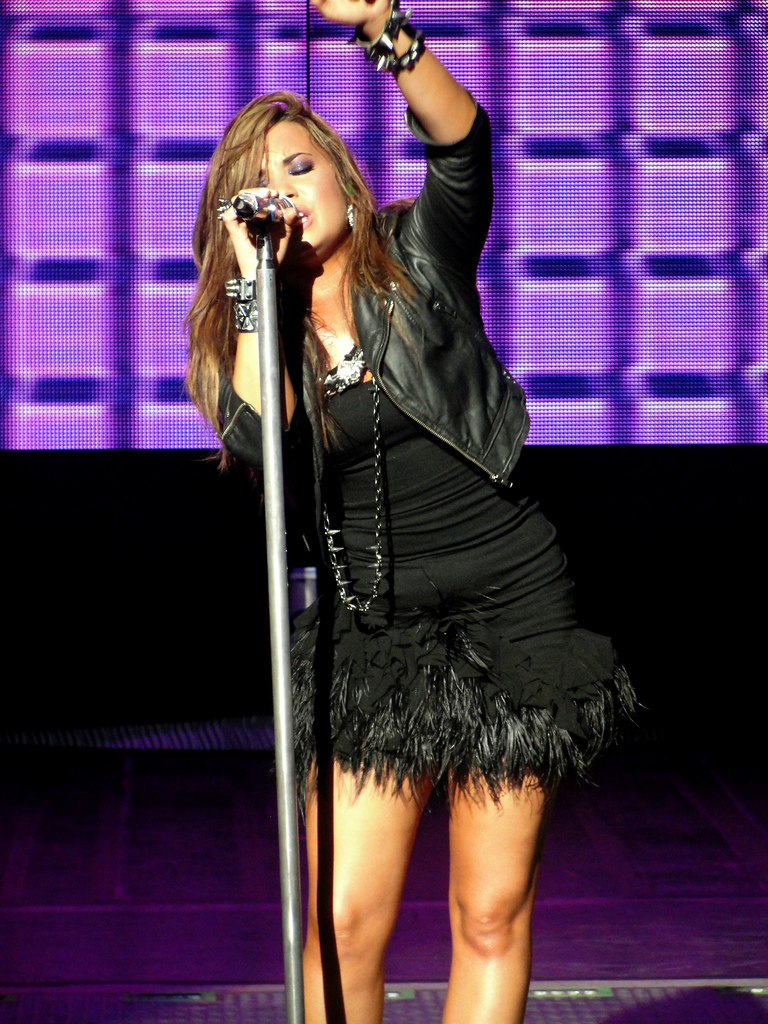
أداء لوفاتو خلال جولة جوناس بروذرز لايف في حفلة موسيقية عالمية في سبتمبر 2010، قبل نحو شهرين من انسحاب المغنية فجأة من الجولة.

كانت لوفاتو تعاني من الاكتئاب، واضطراب في الأكل، وإيذاء الذات، والتعرض للمضايقة قبل أن تذهب إلى إعادة التأهيل في سن 18. في 1 نوفمبر 2010، غادرت حفلة جوناس براذرز لايف الموسيقية العالمية، ودخلت منشأة علاج «للقضايا البدنية والعاطفية». وقررت أن تدخل العلاج بعد أن قامت بضرب الراقصة السيدة أليكس ويلش؛ واجهتها إدارتها وأسرتها في تدخل رسمي بعد هذا الحادث لإقناعها بأنها في حاجة إلى مساعدة. ووافقت لوفاتو على طلب المساعدة وأخذ «المسؤولية الكاملة» عن الحادث.
في 28 يناير 2011، أكملت لوفاتو علاج المرضها في الداخل في تيمبرلاين نويس وعادت إلى المنزل. واعترفت بأنها عانت من مرض فقدان الشهية والشره المرضي، وألحقت الأذى بنفسها، وأنها كانت «تداوي ذاتيًا» بالمخدرات والكحول «مثلما يفعل الكثير من المراهقين لتخدير آلامهم». بالإضافة إلى ذلك، قالت لوفاتو إنها «أصيبت بشكل أساسي بانهيار عصبي» وتم تشخيص إصابتها باضطراب ثنائي القطب أثناء علاجها. أضافت لوفاتو لاحقًا أنها استخدمت الكوكايين عدة مرات في اليوم وتهريب الكوكايين إلى الطائرات. بعد الانتهاء من العلاج، عادت لوفاتو للعمل في ألبومها الثالث في فبراير 2011. في أبريل 2011، أعلنت «لوفاتو» أنها تركت صوني ويذ أه تشانس هو مسلسل أمريكي كوميدي من إنتاج قناة ديزني، حيث صورت الشخصية الرئيسية سوني مونريو، لأنها أرادت التركيز على مهنتها الموسيقية بدلاً من التمثيل.
تم إصدار ألبوم لوفاتو الثالث، أن بروكين (Unbroken:Demi Lovato album)، في 20 سبتمبر 2011، وقد قوبل بملاحظات من مختلطة إلى إيجابية من نقاد الموسيقى. ظهرت لأول مرة في المركز الرابع على بيلبورد 200 وتم اعتمادها في النهاية ذهبية. وسبق الألبوم الذي أذهلته شركةآر أند بي معاصر أغنية «سكاي سكريبير - ناطحة السحاب»(بالإنجليزية-ناطحة سحاب) كان يسبقه ألبوم لوفاتو الانتقادات اللاذعة العشرة الأوائل الذي انتجها الثلاثي البلاتيني والتي حققت نجاحًا كبيرًا في إنتاج أغنية «أعط قلبك استراحة». في 21 فبراير 2012، أعلنت لوفاتو على تويتر أن إحدى العروض التليفزيونية الخاصة التي عملت عليها مع إم تي في ستعرض للمرة الأولى في 6 مارس 2012، بينما كشفت أيضًا عن عنوانها هاشتاج كونوا أقوياء والملصق الترويجي للفيلم الوثائقي، والذي يُظهر لوفاتو في فيلم «كونوا أقوياء» لديها وشم في المعصم وكذلك ندبات. أصدرت إم تي في عربة مقطورة رسمية في نفس اليوم.

شعار أول جولة دولية لديمي سنة 2009 بمختلف دول الأمريكيتين.

## الملخص
| "لا أعتقد أنني متعافية. يعتقد الناس أنك مثل سيارة في متجر جسدي. تدخل، يتم إصلاحك، وثم تخرج. الأمر يتطلب إصلاحًا ثابتًا". |
| --- |
| - وصف لوفاتو طريقها للشفاء.                                                                                            |

ديمي لوفاتو: ابقوا أقوياء يبدأ مع المشجعين وهم يصرخون باسم لوفاتو الأول، بينما ينتظرون وصولها إلى مسرح فوكس في ديترويت حيث أنها على وشك أن تؤدي في 16 نوفمبر 2011. ويمثل موعد الجولة ليلة الافتتاح في جولة "أن بروكين" وتاريخ جولتها الأولى منذ الجولة المسائية التي تم بيعها في ديمي لوفاتو والتي تم بيعها في سبتمبر 2011. بدأت لوفاتو في التفكير في الطريق الوعر الذي أدى بها إلى إيذاء النفس والإدمان، في حين أن مشاهد لوفاتو تستعد لأدائها في غرفة الملابس متشابكة مع مظهر قصير من مديرها فيل ماكنتاير. وتقول إنها "لديها الكثير من القضايا تحت ذلك يجب الاهتمام بها، وأنها" انتهى بها المطاف إلى قيادة سيارتها المجنونة ". بعد فترة وجيزة، ظهر منزل لوفاتو في لوس أنجلوس حيث شوهدت وهي تعانق أمها ديانا لي هارت، حيث أن مادون دي لا جارسا هي أخت لوفاتو غير الشقيقة.
[[
]]

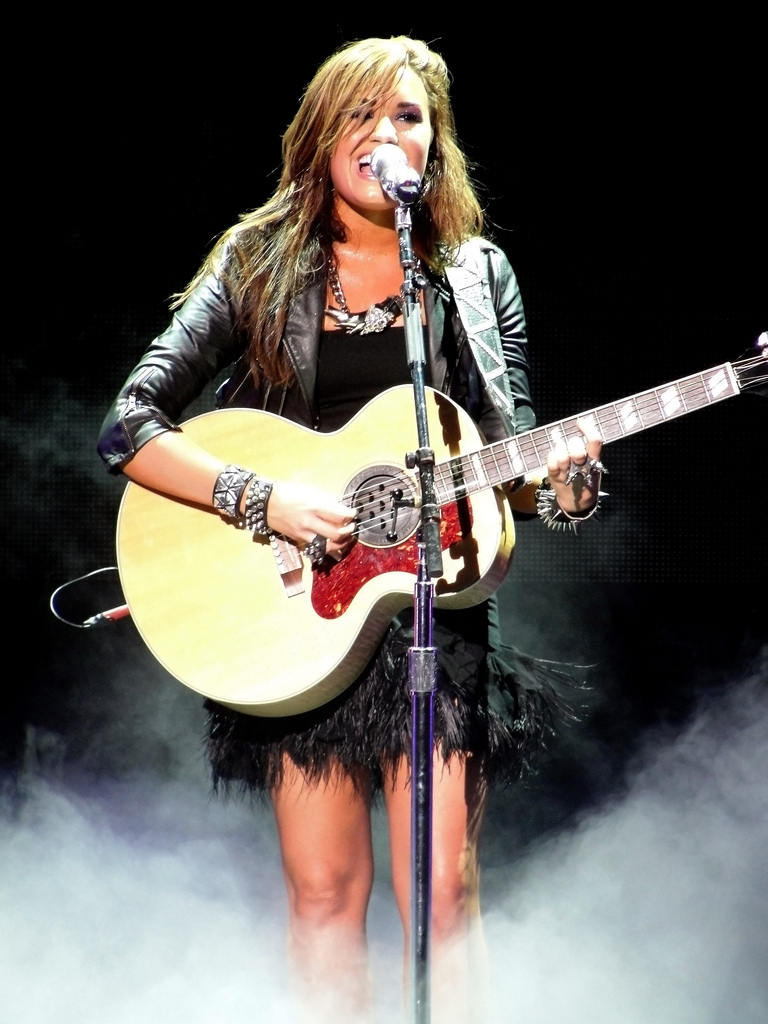
أداء لوفاتو خلال جولة جوناس براذرز لايف في حفلة موسيقية عالمية في سبتمبر 2010.

بمجرد الانتهاء من ماكياج لوفاتو والشعر، فإنها كانت على استعداد للذهاب إلى المسرح ومشاهدة جمهور ضخم يهتف لها. اعترفت لوفاتو قائلاً: «لا أستطيع أن أقول لك إنني لم أرتكب شيئًا منذ وقت العلاج. لا أستطيع أن أقول لك أنني لم أقم بجرح نفسي منذ العلاج. أنا لست مثالية. إنها معركة يومية سأواجهها لبقية حياتي». ثم شاهدت أداء فرقة«طوال الليل». وتكشف لوفاتو أن هدفها الجديد الأكبر في الحياة هو «إلهام الناس» و«جلب الناس خلال أيامهم ومشاكلهم». وقد أجرى البعض مقابلات مع المعجبين للتعبير عما يفكرون في تعافي لوفاتو وكيف أنها مصدر إلهام لهم، بينما يمدحون قوتها.

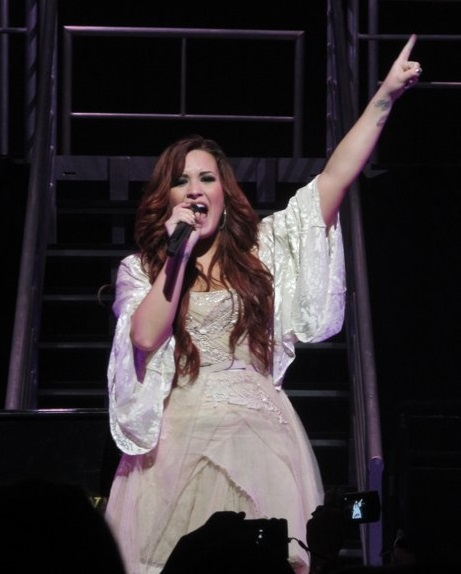
قامت لوفاتو بأرتداء الفستان الذي ارتدته عندما دعت مشجعتها "الخاصة" على المسرح، ديسمبر 2011.

تتبعها الكاميرات حتى منزلها حيث تقضي عيد الشكر الأول منذ الخروج من العلاج وتشرح «لوفاتو» كيف تطور اضطراب الأكل. كما تقول عن قضاء عيد الشكر مع عائلتها«هذا العام أنا بالتأكيد لا آخذ أي عطلة كأمر مسلم به». بعد عيد الشكر، تواصل لوفاتو التفكير في ما تناولته في العطلة، وتصرخ بأنها تشعر بعدم الارتياح قبل الذهاب إلى المسرح. إنها تشعر بالمرض، ولكنها لا تزال تقرر أن تؤدي. يظهر جزء صغير من أدائها لأغنية «إصلاح القلب- Fix a Heart»، بالإضافة إلى لوفاتو ألتقطت الصور مع المعجبين في اجتماعها والترحيب بها.
تقوم المغنية بإعادة النظر في إلتيمبرلاين نويز، وتعود إلى وحدة المعالجة في يمونت، إلينوي التي عادت إليها في عام 2010، لأول مرة منذ إطلاق سراحها في منتصف يناير 2011. تذكر لوفاتو في طريقها إلتيمبرلاين نويز، "في المرة الأولى التي دخلت فيها إلى إلتيمبرلاين نويز، "جلست هناك لأكل وجبتي الأولى، وكان الدجاج والأرز والخضروات والحليب، وأخذت مثل اثنين أو ثلاثة قضمات من الدجاج مثل "موافقة، انتهيت"." مضيفة، "هذا عندما أدركت أنني ربما أنتمي إلى هنا لأنني لا أستطيع إنهاء الوجبة."  إنها تعترف بالغرفة التي بقيت فيها أثناء علاجها، "لقد أصبت بحالة شديدة من الضعف والذهول، حتى عندما كنت أخطو إلى هذه القاعة أشعر بالعار." تظهر لنفسها رسغها الموشوم، تكشف مدى فائدته لها ولم تحصل عليها فقط لتغطية الندوب التي كانت تعاني منها، ولكن أيضًا لأن معجبيها استمروا في تشجيعها على البقاء قوية أثناء إعادة التأهيل.
أخبر لوفاتو المرضى في إلتيمبرلاين نويز أثناء إلقائها خطابًا: "أتمنى أن يعيش كل فرد هنا فقط في حرية". كانت في إلتيمبرلاين نويز حيث تم تشخيصها لأول مرة مع الاضطراب الثنائي القطب. وهي تعترف بأنها لم تكن تدرك أنها مريضة قبل علاجها، واعتادت على افتراض أن "كتابة سبع أغنيات في ليلة واحدة كانت طبيعية". من خلال جلبها عازف الجيتار وصديقها مايك مانينغ، تقدم لوفاتو أداء صوتيًا حميميًا لأغنيتها الناجحة " ناطحة السحاب -Skyscraper" بعد كلامها وتحصل على العاطفة، قائلة "استغل وقتك هنا"، لأن هذا المكان سيغير حياتك، كما غيّرني."
تحدثت لوفاتو حول كيفية أدركتها أنها يمكن أن تستخدم ما كانت تستخدمة في مركز العلاج «للأفضل». بدلاً من الحفاظ على نضالاتها وشياطينها لنفسها، قررت أن تشارك قصتها مع العالم «لأن بعض الناس يحتاجون إلى سماعها». أرادت إلهام الآخرين بقصتها وإثبات أنه بغض النظر عما يمر به الناس في هذه اللحظة، فإنهم سيخوضون ذلك. يتدفق التمثيل الصوتي لأعنية «ناطحة السحاب- Skyscraper» في إلتيمبرلاين نويز إلى أداء يحركه البيانو للأغنية في مكان للحفلات وتنظر لوفاتو إلى الجمهور. المغنية وطاقمها يرقصان إلى "B.M.F" بواسطة ريك روس في حافلتها السياحية بعد الحفل بينما هي تقر بأن «الشفاء ليس له يوم عطلة».

## الترويج

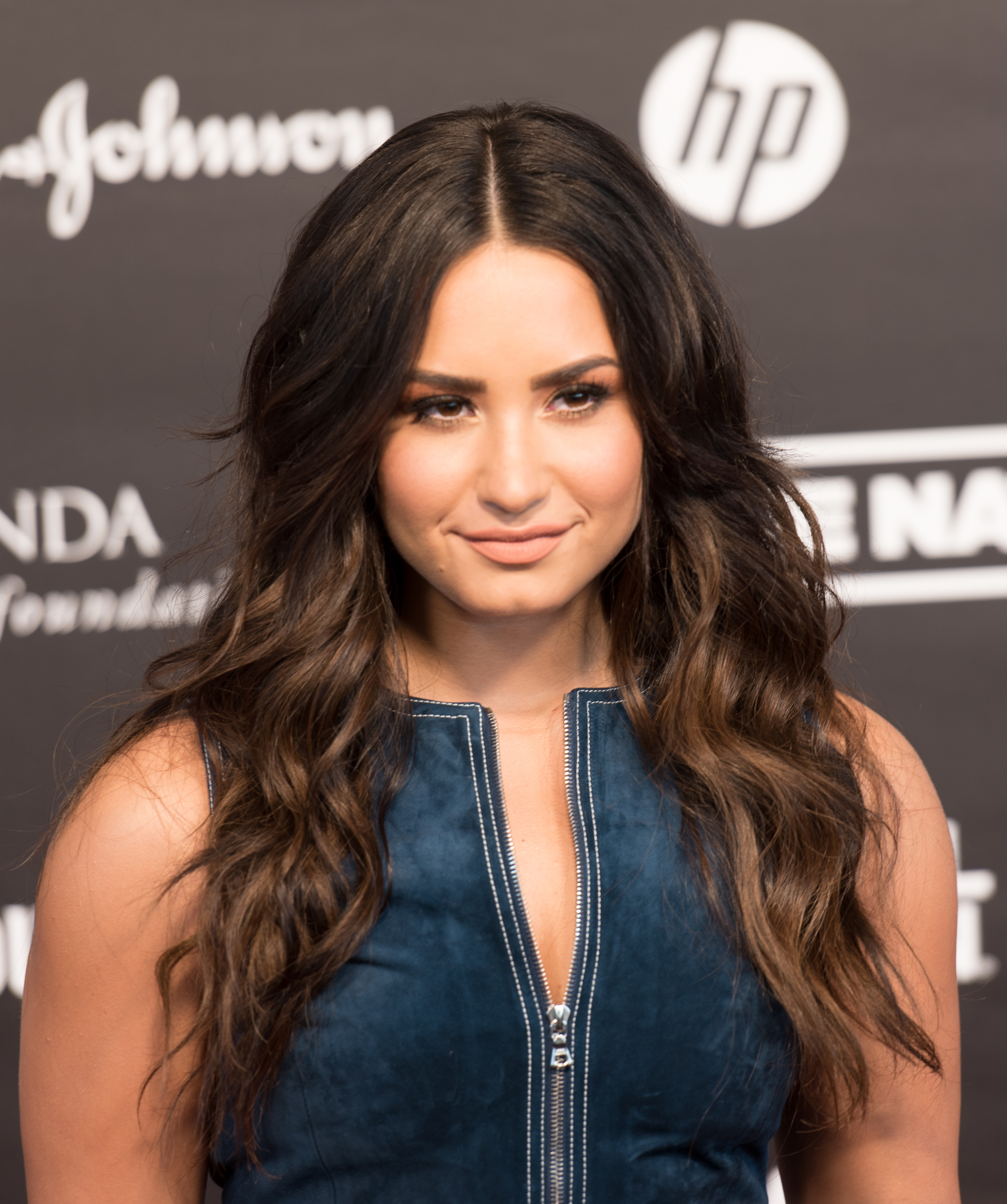
لوفاتو في مهرجان المواطن العالمي في هامبورغ ، يوليو 2017

في صباح يوم 6 مارس 2012، ظهرت لوفاتو على ذا داي شو للترويج للفيلم الوثائقي الذي سيعرض للمرة الأولى على قناة إم تي في تلك الليلة. قامت بأداء الأغنية الفردية "أعط قلبك استراحة". كما قالت مراسلة اليوم آن كوري "لقد قررت أن أحكي قصتي لأن هناك الكثير من المراهقين الصغار، البنات والأولاد، الذين يتعاملون مع نفس القضايا التي مررت بها. إذا تمكنت من استخدام صوتي لفعل الخير "أريد بالتأكيد أن أفعل ذلك".

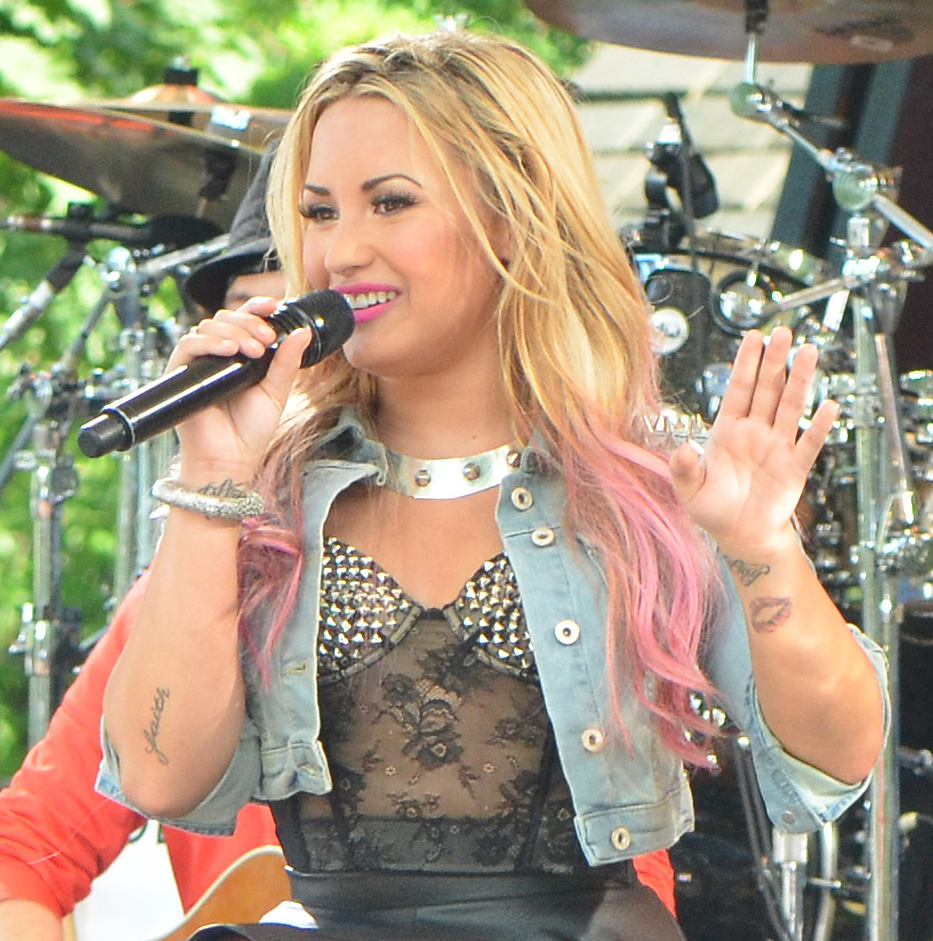
لوفاتو تبتسم أثناء أدائها في برنامج صباح الخير أميركا في يوليو 2012 كجزء من سلسلة حفلاته الصيفية.

بعد عرض الفيلم الوثائقي لأول مرة، ظهرت «لوفاتو» على الفور في فيلم ديمي لوفاتو: ابقوا أقوياء - بعد العرض من أجل الاستجابة لفيلمها الوثائقي وإجراء جلسة أسئلة وأجوبة خاصة. تم بث البرنامج الذي استضافته قناة ساشين باك من قناة إم تي في على الهواء مباشرة من استوديوهات إم تي في في ساحة التايمز. يمكن للمعجبين المشاركة في المحادثة على تويتر من خلال تغريد هاشتاج #StayStrong واطلب أسئلة لوفاتو باستخدام علامة التصنيف #AskDemi. «إنه شعور رائع حقا. كان الفيلم الوثائقي مشوقًا للغاية»، تحدثت معها عندما شاركت شعورها بعد إطلاق الفيلم الوثائقي. وأضافت: «شعرت بالضعف الشديد، وما زلت أفعل ذلك نوعًا ما الليلة. لن أغير ذلك. فأنا أعمل بشكل رائع الآن. أعيش أسلوب حياة صحيًا حقًا. ليس سهلاً. أكافح. لكن كل اليوم يصبح أسهل.» أعلنت لوفاتو خلال فترة ما بعد العرض أنها ستحظى بمظهر قادم في بانكد (برنامج كامير خفية).
كما أظهر العرض التالي بعض اللقطات الإضافية غير المسموح بها. في المقطع الإضافي، تشرح المغنية كل قصة وراء الوشم، بما في ذلك السبب في أنها حصلت على القلب المميز من فن فيلم «نحن نذهب مرة أخرى» لرسم رسمه على معصمها. وتقول إنها ترى أنها علاقة فريدة مع معجبيها الذين «سيرسمونها على معصميهم كل يوم» إلى أن تترك العلاج. العديد من المعجبين الذين ظهروا في كنائسهم رفعوا أصواتهم وهم يمدحون لوفاتو لكونها محامية مناهضة للبلطجة. تقول «لوفاتو» إن الناس يمكنهم أن يحدثوا فرقًا عندما يتحدثون عندما يواجهون أو يشهدون على البلطجة وتعترف بأنها تعرضت للتخويف، لكنها تعبر عن أنها لا تهتم بما يفكر به الكارهون.

## وصلات خارجية
- ديمي لوفاتو: ابقوا أقوياء على موقع IMDb (الإنجليزية)
- ديمي لوفاتو: ابقوا أقوياء على موقع قاعدة بيانات الفيلم (الإنجليزية)
- ديمي لوفاتو: ابقوا أقوياء على موقع ليتربوكسد (الإنجليزية)
- ديمي لوفاتو: ابقوا أقوياء على موقع كينوبويسك (الروسية)
- نسخة محفوظة 15 أبريل 2018 على موقع واي باك مشين.